# Един Кунич
Един Кунич (босн. Edin Kunić, нар. 17 липня 1973, Сараєво, СФРЮ) — боснійський футболіст, захисник.

## Життєпис
Един Кунич народився 17 липня 1973 року в Сараєво. Дорослу футбольну кар'єру розпочав у 1995 році в складі місцевого «Желєзнічара», кольори якого захищав до 2002 року. Після цього виступав у складі іншого боснійського клубу «Босна Високо».
У 2003 році перейшов до складу вищолігових львівських «Карпат». Єдиний поєдинок у футболці першої команди «зелено-білих» дебютував 23 березня 2003 року в програному (1:2) домашньому поєдинку 18-го туру проти київського «Арсенала». Един вийшов на поле на 79-й хвилині, замінивши Ігора Йовичевича. Наступного дня, 24 березня, дебютував у складі першолігового фарм-клубу львів'ян, «Карпат-2», 24 березня 2003 року в програному (1:0) виїзному поєдинку 20-го туру проти київського «Динамо-2». Кунич вийшов на поле в стартовому складі, а на 75-й хвилині його замінив Андрій Донець. Загалом у складі «Карпат-2» зіграв 2 поєдинки.
У 2004 році повернувся на батьківщину, де захищав кольори місцевого «Травникf». У 2005 році переїхав до сусідньої Хорватії та підписав контракт з місцевим клубом «Кроація Сесвете», кольори якого захищав до 2006 року.